# Richard Eliot Chamberlin
Richard Eliot Chamberlin (Cambridge, Massachusetts, 20 de março de 1923 – 14 de março de 1994) foi um matemático estadunidense, especialista em topologia geométrica.
Filho de Ralph Vary Chamberlin. Obteve um Ph.D. em 1950 na Universidade Harvard, orientado por Hassler Whitney. Foi palestrante convidado do Congresso Internacional de Matemáticos em Cambridge, Massachusetts (1950).

## Publicações selecionadas
- com James Harold Wolfe, Jr.: Multiplicative homomorphisms of matrices. Proc. Amer. Math. Soc. 4 (1953) 37–42.
- com J. Wolfe: Note on a converse of Lucas's theorem. Proc. Amer. Math. Soc. 5 (1954) 203–205.
- A class of unknotted curves in 3-space. Proc. Amer. Math. Soc. 10 (1959) 149–157.
- com James Hughson Case (1928–1990): Characterizations of tree-like continua. Pacific J. Math 10 (1960): 73–84.